# Wioślarstwo na Letnich Igrzyskach Olimpijskich 2024 – jedynka mężczyzn
Jedynka mężczyzn – konkurencja wioślarska, w której rywalizacja odbędzie się podczas Letnich Igrzysk Olimpijskich 2024. Turniej zostanie rozegrany między 27 lipca a 3 sierpnia 2024.

## Terminarz
| Data            | Godzina rozpoczęcia (CET) | Runda         |
| --------------- | ------------------------- | ------------- |
| 27 lipca 2024   | 09:00                     | Eliminacje    |
| 28 lipca 2024   | 09:36                     | Repasaże      |
| 29 lipca 2024   | 09:30                     | Półfinały E/F |
| 30 lipca 2024   | 10:10                     | Ćwierćfinały  |
| 31 lipca 2024   | 09:54                     | Półfinały C/D |
| 1 sierpnia 2024 | 09:50                     | Półfinały A/B |
| 2 sierpnia 2024 | 09:30                     | Finał F       |
| 2 sierpnia 2024 | 09:54                     | Finał E       |
| 2 sierpnia 2024 | 10:18                     | Finał D       |
| 3 sierpnia 2024 | 09:42                     | Finał C       |
| 3 sierpnia 2024 | 10:06                     | Finał B       |
| 3 sierpnia 2024 | 10:30                     | Finał A       |

## Rekordy
Rekord świata i rekord olimpijski przed rozpoczęciem zawodów:
| Rekord            | Zawodnik          | Czas    | Miejsce | Data            |
| ----------------- | ----------------- | ------- | ------- | --------------- |
| Rekord świata     | Robert Manson     | 6:30,74 | Poznań  | 18 czerwca 2017 |
| Rekord olimpijski | Stefanos Ntouskos | 6:40,45 | Tokio   | 30 lipca 2021   |

## Wyniki

### Eliminacje
Do ćwierćfinału awansowały po dwie pierwsze osady z każdego wyścigu. Pozostałe osady wzięły udział w repasażach.
Wyścig 1
| Miejsce | Tor | Zawodnik             | Reprezentacja | Czas    | Uwagi                  |
| ------- | --- | -------------------- | ------------- | ------- | ---------------------- |
| 1.      | 5   | Tom Mackintosh       | Nowa Zelandia | 6:55,92 | Awans do ćwierćfinałów |
| 2.      | 1   | Stefanos Ntouskos    | Grecja        | 7:01,79 | Awans do ćwierćfinałów |
| 3.      | 2   | Abdelkhalek El-Banna | Egipt         | 7:05,06 | Awans do ćwierćfinałów |
| 4.      | 3   | Balraj Panwar        | Indie         | 7:07,11 |                        |
| 5.      | 6   | Władysław Jakowlew   | Kazachstan    | 7:21,56 |                        |
| 6.      | 4   | Andre Matias         | Angola        | 7:52,78 |                        |

Wyścig 2
| Miejsce | Tor | Zawodnik             | Reprezentacja | Czas    | Uwagi                  |
| ------- | --- | -------------------- | ------------- | ------- | ---------------------- |
| 1.      | 4   | Mihai Chiruță        | Rumunia       | 6:51,51 | Awans do ćwierćfinałów |
| 2.      | 5   | Damir Martin         | Chorwacja     | 6:54,83 | Awans do ćwierćfinałów |
| 3.      | 1   | Giedrius Bieliauskas | Litwa         | 7:00,96 | Awans do ćwierćfinałów |
| 4.      | 6   | Isak Žvegelj         | Słowenia      | 7:01,23 |                        |
| 5.      | 2   | La Memo              | Indonezja     | 7:19,33 |                        |
| 6.      | 3   | Abdalla Ahmed        | Sudan         | 7:46,45 |                        |

Wyścig 3
| Miejsce | Tor | Zawodnik               | Reprezentacja | Czas    | Uwagi                  |
| ------- | --- | ---------------------- | ------------- | ------- | ---------------------- |
| 1.      | 3   | Simon van Dorp         | Holandia      | 6:49,93 | Awans do ćwierćfinałów |
| 2.      | 5   | Ryuta Arakawa          | Japonia       | 6:51,59 | Awans do ćwierćfinałów |
| 3.      | 1   | Tim Brys               | Belgia        | 6:52,35 | Awans do ćwierćfinałów |
| 4.      | 2   | Sid Ali Boudina        | Algieria      | 7:02,94 |                        |
| 5.      | 6   | Mohamed Taieb          | Tunezja       | 7:10,13 |                        |
| 6.      | 4   | Premanut Wattananusith | Tajlandia     | 7:25,76 |                        |

Wyścig 4
| Miejsce | Tor | Zawodnik                | Reprezentacja                    | Czas    | Uwagi                  |
| ------- | --- | ----------------------- | -------------------------------- | ------- | ---------------------- |
| 1.      | 4   | Jauhienij Załaty        | Indywidualni sportowcy neutralni | 6:51,45 | Awans do ćwierćfinałów |
| 2.      | 3   | Jacob Phihal            | Stany Zjednoczone                | 6:54,95 | Awans do ćwierćfinałów |
| 3.      | 1   | Lucas Verthein Ferreira | Brazylia                         | 6:54,96 | Awans do ćwierćfinałów |
| 4.      | 5   | Quentin Antognelli      | Monako                           | 7:02,15 |                        |
| 5.      | 2   | Dara Alizadeh           | Bermudy                          | 7:23,70 |                        |

Wyścig 5
| Miejsce | Tor | Zawodnik             | Reprezentacja | Czas    | Uwagi                  |
| ------- | --- | -------------------- | ------------- | ------- | ---------------------- |
| 1.      | 4   | Oliver Zeidler       | Niemcy        | 6:54,72 | Awans do ćwierćfinałów |
| 2.      | 3   | Bruno Cetraro        | Urugwaj       | 7:04,04 | Awans do ćwierćfinałów |
| 3.      | 1   | Reidy Cardona Blanco | Kuba          | 7:06,45 | Awans do ćwierćfinałów |
| 4.      | 2   | Stephen Cox          | Zimbabwe      | 7:11,98 |                        |
| 5.      | 5   | Mohamed Bukrah       | Libia         | 7:37,75 |                        |

Wyścig 6
| Miejsce | Tor | Zawodnik                  | Reprezentacja | Czas    | Uwagi                  |
| ------- | --- | ------------------------- | ------------- | ------- | ---------------------- |
| 1.      | 2   | Sverri Nielsen            | Dania         | 6:53,50 | Awans do ćwierćfinałów |
| 2.      | 5   | Krystian Wasiliew         | Bułgaria      | 6:56,63 | Awans do ćwierćfinałów |
| 3.      | 1   | Bendeguz Petervari-Molnar | Węgry         | 6:58,76 | Awans do ćwierćfinałów |
| 4.      | 3   | Chiu Hun Chin             | Hongkong      | 7:00,29 |                        |
| 5.      | 4   | Javier Insfran            | Paragwaj      | 7:14,14 |                        |

### Repasaże
Do ćwierćfinału awansowały po dwie pierwsze osady z każdego wyścigu. Pozostałe osady wzięły udział w półfinałach E/F.
Wyścig 1
| Miejsce | Tor | Zawodnik       | Reprezentacja | Czas    | Uwagi                  |
| ------- | --- | -------------- | ------------- | ------- | ---------------------- |
| 1.      | 3   | Isak Žvegelj   | Słowenia      | 7:06,90 | Awans do ćwierćfinałów |
| 2.      | 5   | Javier Insfran | Paragwaj      | 7:08,29 | Awans do ćwierćfinałów |
| 3.      | 2   | Mohamed Taieb  | Tunezja       | 7:11,57 | Półfinał E/F           |
| 4.      | 4   | Stephen Cox    | Zimbabwe      | 7:22,45 | Półfinał E/F           |
| 5.      | 1   | Andre Matias   | Angola        | 8:01,98 | Półfinał E/F           |

Wyścig 2
| Miejsce | Tor | Zawodnik               | Reprezentacja | Czas    | Uwagi                  |
| ------- | --- | ---------------------- | ------------- | ------- | ---------------------- |
| 1.      | 4   | Quentin Antognelli     | Monako        | 7:10,00 | Awans do ćwierćfinałów |
| 2.      | 3   | Balraj Panwar          | Indie         | 7:12,41 | Awans do ćwierćfinałów |
| 3.      | 2   | La Memo                | Indonezja     | 7:19,60 | Półfinał E/F           |
| 4.      | 1   | Premanut Wattananusith | Tajlandia     | 7:29,89 | Półfinał E/F           |
| 5.      | 5   | Mohamed Bukrah         | Libia         | 7:45,55 | Półfinał E/F           |

Wyścig 3
| Miejsce | Tor | Zawodnik           | Reprezentacja | Czas    | Uwagi                  |
| ------- | --- | ------------------ | ------------- | ------- | ---------------------- |
| 1.      | 4   | Sid Ali Boudina    | Algieria      | 7:10,23 | Awans do ćwierćfinałów |
| 2.      | 3   | Chiu Hun Chin      | Hongkong      | 7:12,94 | Awans do ćwierćfinałów |
| 3.      | 5   | Dara Alizadeh      | Bermudy       | 7:17,05 | Półfinał E/F           |
| 4.      | 2   | Władysław Jakowlew | Kazachstan    | 7:21,12 | Półfinał E/F           |
| 5.      | 1   | Abdalla Ahmed      | Sudan         | 7:55,79 | Półfinał E/F           |

### Ćwierćfinały
Wyścig 1
| Miejsce | Tor | Zawodnik                | Reprezentacja | Czas    | Uwagi                   |
| ------- | --- | ----------------------- | ------------- | ------- | ----------------------- |
| 1.      | 3   | Tom Mackintosh          | Nowa Zelandia | 6:48,01 | Awans do półfinałów A/B |
| 2.      | 4   | Sverri Nielsen          | Dania         | 6:49,69 | Awans do półfinałów A/B |
| 3.      | 2   | Bruno Cetraro           | Urugwaj       | 6:51,43 | Awans do półfinałów A/B |
| 4.      | 5   | Lucas Verthein Ferreira | Brazylia      | 6:55,36 | Półfinał C/D            |
| 5.      | 1   | Quentin Antognelli      | Monako        | 6:58,89 | Półfinał C/D            |
| 6.      | 6   | Chiu Hun Chin           | Hongkong      | 7:13,70 | Półfinał C/D            |

Wyścig 2
| Miejsce | Tor | Zawodnik        | Reprezentacja     | Czas    | Uwagi                   |
| ------- | --- | --------------- | ----------------- | ------- | ----------------------- |
| 1.      | 3   | Oliver Zeidler  | Niemcy            | 6:45,32 | Awans do półfinałów A/B |
| 2.      | 5   | Tim Brys        | Belgia            | 6:46,26 | Awans do półfinałów A/B |
| 3.      | 4   | Mihai Chiruță   | Rumunia           | 6:46,32 | Awans do półfinałów A/B |
| 4.      | 2   | Jacob Phihal    | Stany Zjednoczone | 6:47,03 | Półfinał C/D            |
| 5.      | 1   | Sid Ali Boudina | Algieria          | 7:06,31 | Półfinał C/D            |
| 6.      | 6   | Javier Insfran  | Paragwaj          | 7:31,50 | Półfinał C/D            |

Wyścig 3
| Miejsce | Tor | Zawodnik                  | Reprezentacja | Czas    | Uwagi                   |
| ------- | --- | ------------------------- | ------------- | ------- | ----------------------- |
| 1.      | 3   | Simon van Dorp            | Holandia      | 6:49,96 | Awans do półfinałów A/B |
| 2.      | 4   | Damir Martin              | Chorwacja     | 6:53,55 | Awans do półfinałów A/B |
| 3.      | 2   | Stefanos Ntouskos         | Grecja        | 6:56,68 | Awans do półfinałów A/B |
| 4.      | 5   | Bendeguz Petervari-Molnar | Węgry         | 7:05,04 | Półfinał C/D            |
| 5.      | 6   | Isak Žvegelj              | Słowenia      | 7:06,42 | Półfinał C/D            |
| 6.      | 1   | Reidy Cardona Blanco      | Kuba          | 7:10,40 | Półfinał C/D            |

Wyścig 4
| Miejsce | Tor | Zawodnik             | Reprezentacja                    | Czas    | Uwagi                   |
| ------- | --- | -------------------- | -------------------------------- | ------- | ----------------------- |
| 1.      | 3   | Jauhienij Załaty     | Indywidualni sportowcy neutralni | 6:49,27 | Awans do półfinałów A/B |
| 2.      | 5   | Giedrius Bieliauskas | Litwa                            | 6:51,80 | Awans do półfinałów A/B |
| 3.      | 4   | Ryuta Arakawa        | Japonia                          | 6:54,17 | Awans do półfinałów A/B |
| 4.      | 2   | Krystian Wasiliew    | Bułgaria                         | 6:58,67 | Półfinał C/D            |
| 5.      | 6   | Balraj Panwar        | Indie                            | 7:05,10 | Półfinał C/D            |
| 6.      | 1   | Abdelkhalek El-Banna | Egipt                            | 7:18,59 | Półfinał C/D            |

### Półfinały

#### Półfinały E/F
Wyścig 1
| Miejsce | Tor | Zawodnik           | Reprezentacja | Czas    | Uwagi             |
| ------- | --- | ------------------ | ------------- | ------- | ----------------- |
| 1.      | 4   | Władysław Jakowlew | Kazachstan    | 7:26,20 | Awans do finału E |
| 2.      | 2   | Mohamed Taieb      | Tunezja       | 7:29,64 | Awans do finału E |
| 3.      | 3   | La Memo            | Indonezja     | 7:32,18 | Awans do finału E |
| 4.      | 1   | Andre Matias       | Angola        | 8:01,63 | Finał F           |

Wyścig 2
| Miejsce | Tor | Zawodnik               | Reprezentacja | Czas    | Uwagi             |
| ------- | --- | ---------------------- | ------------- | ------- | ----------------- |
| 1.      | 3   | Dara Alizadeh          | Bermudy       | 7:33,38 | Awans do finału E |
| 2.      | 4   | Stephen Cox            | Zimbabwe      | 7:36.59 | Awans do finału E |
| 3.      | 2   | Premanut Wattananusith | Tajlandia     | 7:48,78 | Awans do finału E |
| 4.      | 5   | Mohamed Bukrah         | Libia         | 8:00,42 | Finał F           |
| 5.      | 1   | Abdalla Ahmed          | Sudan         | 8:10,68 | Finał F           |

#### Półfinały C/D
Wyścig 1
| Miejsce | Tor | Zawodnik                  | Reprezentacja | Czas    | Uwagi             |
| ------- | --- | ------------------------- | ------------- | ------- | ----------------- |
| 1.      | 4   | Lucas Verthein Ferreira   | Brazylia      | 6:55,07 | Awans do finału C |
| 2.      | 3   | Bendeguz Petervari-Molnar | Węgry         | 6:56,92 | Awans do finału C |
| 3.      | 5   | Sid Ali Boudina           | Algieria      | 6:57,06 | Awans do finału C |
| 4.      | 6   | Abdelkhalek El-Banna      | Egipt         | 7:02,76 | Finał D           |
| 5.      | 1   | Chiu Hun Chin             | Hongkong      | 7:03,68 | Finał D           |
| 6.      | 2   | Balraj Panwar             | Indie         | 7:04,97 | Finał D           |

Wyścig 2
| Miejsce | Tor | Zawodnik             | Reprezentacja     | Czas    | Uwagi             |
| ------- | --- | -------------------- | ----------------- | ------- | ----------------- |
| 1.      | 3   | Jacob Phihal         | Stany Zjednoczone | 6:56,95 | Awans do finału C |
| 2.      | 4   | Krystian Wasiliew    | Bułgaria          | 6:57,75 | Awans do finału C |
| 3.      | 6   | Javier Insfran       | Paragwaj          | 7:00,93 | Awans do finału C |
| 4.      | 5   | Isak Žvegelj         | Słowenia          | 7:09,41 | Finał D           |
| 5.      | 2   | Quentin Antognelli   | Monako            | 7:14,32 | Finał D           |
| 6.      | 1   | Reidy Cardona Blanco | Kuba              | 7:15,63 | Finał D           |

#### Półfinały A/B
Wyścig 1
| Miejsce | Tor | Zawodnik             | Reprezentacja | Czas    | Uwagi             |
| ------- | --- | -------------------- | ------------- | ------- | ----------------- |
| 1.      | 4   | Simon van Dorp       | Holandia      | 6:42,39 | Awans do finału A |
| 2.      | 3   | Tom Mackintosh       | Nowa Zelandia | 6:44,49 | Awans do finału A |
| 3.      | 2   | Tim Brys             | Belgia        | 6:45,32 | Awans do finału A |
| 4.      | 6   | Ryuta Arakawa        | Japonia       | 6:51,13 | Finał B           |
| 5.      | 1   | Bruno Cetraro        | Urugwaj       | 7:08,29 | Finał B           |
| 6.      | 5   | Giedrius Bieliauskas | Litwa         | 7:09,29 | Finał B           |

Wyścig 2
| Miejsce | Tor | Zawodnik          | Reprezentacja                    | Czas    | Uwagi              |
| ------- | --- | ----------------- | -------------------------------- | ------- | ------------------ |
| 1.      | 4   | Oliver Zeidler    | Niemcy                           | 6:35,77 | Awans do finału A, |
| 2.      | 3   | Jauhienij Załaty  | Indywidualni sportowcy neutralni | 6:39,01 | Awans do finału A  |
| 3.      | 1   | Stefanos Ntouskos | Grecja                           | 6:40,78 | Awans do finału A  |
| 4.      | 5   | Sverri Nielsen    | Dania                            | 6:43,95 | Finał B            |
| 5.      | 6   | Mihai Chiruță     | Rumunia                          | 6:52,95 | Finał B            |
| 6.      | 2   | Damir Martin      | Chorwacja                        | 6:58,23 | Finał B            |

### Finały

#### Finał F
| Miejsce | Tor | Zawodnik       | Reprezentacja | Czas | Uwagi |
| ------- | --- | -------------- | ------------- | ---- | ----- |
|         | 1   | Andre Matias   | Angola        |      |       |
|         | 2   | Mohamed Bukrah | Libia         |      |       |
|         | 3   | Abdalla Ahmed  | Sudan         |      |       |

#### Finał E
| Miejsce | Tor | Zawodnik               | Reprezentacja | Czas | Uwagi |
| ------- | --- | ---------------------- | ------------- | ---- | ----- |
|         | 1   | La Memo                | Indonezja     |      |       |
|         | 2   | Mohamed Taieb          | Tunezja       |      |       |
|         | 3   | Dara Alizadeh          | Bermudy       |      |       |
|         | 4   | Władysław Jakowlew     | Kazachstan    |      |       |
|         | 5   | Stephen Cox            | Zimbabwe      |      |       |
|         | 6   | Premanut Wattananusith | Tajlandia     |      |       |

#### Finał D
| Miejsce | Tor | Zawodnik             | Reprezentacja | Czas | Uwagi |
| ------- | --- | -------------------- | ------------- | ---- | ----- |
|         | 1   | Balraj Panwar        | Indie         |      |       |
|         | 2   | Chiu Hun Chin        | Hongkong      |      |       |
|         | 3   | Isak Žvegelj         | Słowenia      |      |       |
|         | 4   | Abdelkhalek El-Banna | Egipt         |      |       |
|         | 5   | Quentin Antognelli   | Monako        |      |       |
|         | 6   | Reidy Cardona Blanco | Kuba          |      |       |

#### Finał C
| Miejsce | Tor | Zawodnik                  | Reprezentacja     | Czas | Uwagi |
| ------- | --- | ------------------------- | ----------------- | ---- | ----- |
|         | 1   | Sid Ali Boudina           | Algieria          |      |       |
|         | 2   | Bendeguz Petervari-Molnar | Węgry             |      |       |
|         | 3   | Lucas Verthein Ferreira   | Brazylia          |      |       |
|         | 4   | Jacob Phihal              | Stany Zjednoczone |      |       |
|         | 5   | Krystian Wasiliew         | Bułgaria          |      |       |
|         | 6   | Javier Insfran            | Paragwaj          |      |       |

#### Finał B
| Miejsce | Tor | Zawodnik             | Reprezentacja | Czas | Uwagi |
| ------- | --- | -------------------- | ------------- | ---- | ----- |
|         | 1   | Damir Martin         | Chorwacja     |      |       |
|         | 2   | Mihai Chiruță        | Rumunia       |      |       |
|         | 3   | Ryuta Arakawa        | Japonia       |      |       |
|         | 4   | Sverri Nielsen       | Dania         |      |       |
|         | 5   | Bruno Cetraro        | Urugwaj       |      |       |
|         | 6   | Giedrius Bieliauskas | Litwa         |      |       |

#### Finał A
| Miejsce | Tor | Zawodnik          | Reprezentacja                    | Czas | Uwagi |
| ------- | --- | ----------------- | -------------------------------- | ---- | ----- |
|         | 1   | Stefanos Ntouskos | Grecja                           |      |       |
|         | 2   | Jauhienij Załaty  | Indywidualni sportowcy neutralni |      |       |
|         | 3   | Oliver Zeidler    | Niemcy                           |      |       |
|         | 4   | Simon van Dorp    | Holandia                         |      |       |
|         | 5   | Tom Mackintosh    | Nowa Zelandia                    |      |       |
|         | 6   | Tim Brys          | Belgia                           |      |       |